# Црква Вазнесења Господњег у Пожарници
Црква Вазнесења Господњег је српска православна црква која се налази у  насељеном месту Пожарница у Тузли. Припада Епархији зворничко-тузланској, а у потпуности је изграђена 1896. године.
Националним спомеником Босне и Херцеговине проглашена је у мају 2009. године, заједно са остацима старе школске зграде, гробљем и старим храстом.

## Локација
Село Пожарница налази се на обронцима планине Мајевице, на удаљености од око 8 км источно од Тузле, уз магистрални пут Тузла - Бијељина, а на ушћу река Ковачице и Јошанице.

## Опис
Припада типу једнобродне цркве са припратом, наосом и олтарским простором, те галеријом, преко које се приступа степеништу црквеног торња. Носиви латерални зидови цркве су дебели 80 цм, а попречни 60 цм, зидани су пуном печеном циглом.
Торањ је правоугаоне основе, димензија 280 х 370 цм. Има 3 етаже, завршава се куполом постављеном на тамбур који има пресек правилног осмоугаоника, а укупна висина звоника износи 26,80 м. На првој и другој етажи звоника су по три прозора, на трећој четири прозора, а у свакој страници тамбура куполе је постављен прозор. Сви отвори на звонику су изведени са полукружним завршецима. Садашњи торањ је саграђен у периоду 2006—2007. године.
Светосавски дом је габарита 7,05 х 15,60 м, има подрумску и приземну етажу, покривен је двоводним кровом. Парохијски дом је габарита 9,90 x 10,20 м, има приземну и спратну етажу, покривен је двоводним кровом.
На удаљености од око 70 м јужно од цркве, налази се вишестолетни храст. Обим дебла мерен на прсној висини износи око 505 цм, а ширина крошње храста износи 25 метара.
Уз цркву налази се скупина од десетак гробова. Најстарији надгробници датирају са почетка 20. века, а у неколицину гробова су сахрањене жртве фашистичког терора из Другог светског рата.

## Историјат
Реформе које су у Османском царству спроведене половином 19. века олакшале су тузланским хришћанима добијање дозвола (царских фермана) за градњу цркава - Танзимат - гилхански хатишериф из 1839. године о равноправности и слободи свих вероисповести, те Хатихумајун из 1856. године, нови уставни закон за Босански вилајет, којим се, између осталог, хришћанска црква у Османском царству ставља под заштиту међународних права. Упоредо са премештањем седишта зворничког кајмекама из Зворника у Тузлу, године 1852. епископска столица је из Зворника пренесена у Тузлу, а епархија променила назив у Зворничко-тузланска.
Храм Васнесења Господњег у Пожарници саграђен је 1896. године. Током 1975. године изграђен је парохијски дом, а 1982. године је изграђен Светосавски дом.
Црква је тешко оштећена у рату од 1992. до 1995. године, заједно са парохијским и светосавским домом. Црквени мобилијар у потпуности је уништен. Сачуване зидне слике су у веома лошем стању. Црква је обновљена 2016. године захваљујући средствима града Тузле у износу од 21.000 КМ, средствима Владе Тузланског кантона, града Бијељине и донаторским средствима бројних појединаца.